# Air Balloon
Air Balloon è un singolo della cantante pop inglese Lily Allen. È il secondo singolo estratto dal suo terzo album in studio, Sheezus, pubblicato il 6 maggio del 2014.

## Pubblicazione
Air Ballon viene trasmessa in anteprima mondiale su BBC Radio 1 il 13 gennaio e sarà pubblicata per il download digitale il 2 marzo 2014.
Lily Allen ha affermato a Capital FM che il suo primogenito apprezza molto "Air Balloon" e che chiama la canzone "Ponky tune".
Il 14 gennaio la cantante ha pubblicato tramite il suo profilo Instagram alcune foto di lei in Sudafrica durante le riprese del video musicale.

## Composizione
La canzone è stata scritta da Lily Allen, Greg Kurstin e Shellback e racconta quello che una ragazza innamorata vorrebbe dire ad un uomo
Il brano, a differenza del singolo precedente, è molto più leggero e spensierato.

## Critica
Il testo riceve molte critiche positive. Billboard definisce il testo "una ninna nanna loop più che una fetta di critica sociale" e descrive una Lily Allen disinvolta.

## Video Musicale

### Solo Audio
Il 13 gennaio viene pubblicato un video nel quale c'è solamente la canzone del brano accampanato da una fotografia della cantante.

### Lyric Video
Il 21 gennaio viene pubblicato un lyric video sul canale ufficiale di Lily Allen su YouTube.

### Videoclip
Il video musicale viene pubblicato il 6 febbraio sul canale ufficiale di Lily Allen su YouTube. Il video, diretto da That Go e prodotto da Sonya Sier, è stato girato in Sudafrica tra la seconda e la terza settimana di gennaio. Il video mostra la cantante ballare in bikini tra animali e feste, l'ultima scena, per la quale è stata criticata, mostra la cantante nello spazio insieme ad un enorme crocifisso.

## Tracce
- Download digitale[12]

1. "Air Balloon" – 3:48

- Digital remixes[13]

1. "Air Balloon" – 3:48
2. "Air Balloon" (Taiki & Nulight Vocal Remix) – 5:42
3. "Air Balloon" (Taiki & Nulight Dub Remix) – 5:44
4. "Air Balloon" (Digital Farm Animals Remix) – 4:29

## Classifica
| Classifica (2013) | Posizione massima |
| ----------------- | ----------------- |
| Australia         | 15                |
| Austria           | 68                |
| Belgio (Fiandre)  | 56                |
| Belgio (Vallonia) | 53                |
| Germania          | 40                |
| Giappone          | 61                |
| Irlanda           | 8                 |
| Nuova Zelanda     | 30                |
| Regno Unito       | 7                 |
| Svizzera          | 65                |

## Pubblicazione
| Nazione       | Data             | Formato(i)       | Etichetta  |
| ------------- | ---------------- | ---------------- | ---------- |
| Norvegia      | 31 gennaio 2014  | Digital download | Parlophone |
| Stati Uniti   | 2 febbraio 2014  | Digital download | Parlophone |
| Francia       | 2 febbraio 2014  | Digital download | Parlophone |
| Italia        | 2 febbraio 2014  | Digital download | Parlophone |
| Nuova Zelanda | 2 febbraio 2014  | Digital download | Parlophone |
| Australia     | 14 febbraio 2014 | Digital download | Parlophone |
| Irlanda       | 28 febbraio 2014 | Digital download | Parlophone |
| Regno Unito   | 2 marzo 2014     | Digital download | Parlophone |